# Jaap Drukker
Jacob (Jaap) Drukker (Nijmegen, 8 april 1881 – Auschwitz, 8 april 1944) was een Nederlandse koopman en biljarter.

## Leven en werk
Drukker werd in 1881 in Nijmegen geboren als zoon van Isaac Drukker en Mietje Elcus. Hij was als koopman werkzaam in de diamanthandel. Daarnaast was hij betrokken bij een korsetten fabriek en o.a. actief als reclame acquisiteur. Hij woonde enige tijd in België, voordat hij in Amsterdam ging wonen.
Drukker nam tussen seizoen 1932–1933 en 1941–1942 negen keer deel aan het Nederlands kampioenschap driebanden in de ereklasse. Hij was binnen de biljartsport ook actief als bestuurder en als arbiter.
Drukker en zijn vrouw Henrica Ossedrijver werden tijdens de Tweede Wereldoorlog op zijn 63e verjaardag in Auschwitz vermoord.
Op 8 april 2023,  zijn verjaar- en tevens sterfdag, heeft de Koninklijke Nederlandse Biljart Bond de Jaap Drukker wisselbokaal ingesteld ter bevordering van o.a. inclusiviteit in de biljartsport.

## Deelname aan Nederlandse kampioenschappen in de Ereklasse
| Nr. | Kampioenschap        | Plaats    | Klassering | Alg. gemiddelde |
| --- | -------------------- | --------- | ---------- | --------------- |
| 1.  | Driebanden 1933–1934 | Haarlem   | 3e         | 0,550           |
| 2.  | Driebanden 1934–1935 | Tilburg   | 8e         | 0,435           |
| 3.  | Driebanden 1935–1936 | Rotterdam | 2e         | 0,508           |
| 4.  | Driebanden 1936–1937 | Amsterdam | 5e         | 0,524           |